# Arbeitsvorgang
Als Arbeitsvorgang (auch Arbeitsgang) bezeichnet man in der Arbeitsanalyse und -synthese die Verrichtung oder Ablauffolge, die ein Aufgabenträger zur Aufgabenerfüllung an einem Arbeitsobjekt vollzieht.

## Allgemeines
In Wirtschaftseinheiten (Unternehmen, Staaten mit ihren Untergliederungen wie der öffentlichen Verwaltung) bestehen die einer Stelle zugewiesenen Arbeitsaufgaben meist aus einer Vielzahl von einzelnen Ablaufabschnitten (Arbeitsschritte; englisch task), die erst in ihrer Gesamtheit durch einen letzten komplettierenden Arbeitsschritt als erfüllt anzusehen sind. Viele dieser Ablaufabschnitte sind funktional, physikalisch oder technisch voneinander abhängig, so dass beim Arbeitsablauf eine bestimmte Reihenfolge (Ablauffolge) einzuhalten ist. Dazu setzen Arbeitskräfte meist Arbeitsmittel ein, um aufgrund der vorgegebenen Arbeitsaufgabe ein Arbeitsergebnis zu erzielen. Die REFA setzt zudem voraus, dass beim Arbeitsvorgang eine Mengeneinheit eines Auftrages (Arbeitsvolumen) erzeugt wird. Bei komplexeren Arbeitsabläufen lohnt sich die Erstellung von Arbeitsablaufplanungen mit Organigrammen.
Ein Arbeitsablauf wird dazu durch Arbeitsplanung unter Berücksichtigung technischer oder organisatorischer Gegebenheiten in Ablaufabschnitte unterteilt und in einem Arbeitsplan dokumentiert.
- Technische Gegebenheiten sind Maschinenausstattung, Qualifikation der Arbeitskräfte und Losgröße (Menge).
- Organisatorische Gegebenheiten können unterschiedliche Fertigungsstandorte, Zwischenlagerung von Halbfertigprodukten oder Arbeitsgänge sein, die außerhalb des Unternehmens abgearbeitet werden müssen.

Aufgaben, die unterschiedliche Maschinen oder Ressourcen benötigen, werden in arbeitsplatzbezogene Arbeitsvorgänge aufgeteilt, die in der Regel nacheinander durchlaufen werden müssen.
Das Bundesarbeitsgericht (BAG) versteht unter einem Arbeitsvorgang eine „unter Hinzurechnung der Zusammenhangstätigkeiten und bei Berücksichtigung einer sinnvollen, vernünftigen Verwaltungsübung nach tatsächlichen Gesichtspunkten abgrenzbare und rechtlich selbständig zu bewertende Arbeitseinheit der zu einem bestimmten Arbeitsergebnis führenden Tätigkeit eines Angestellten“.

## Arten
Man unterscheidet
- auftragsorientierte Arbeitsgänge: gehören zu einem Auftrag, der durch Menge und Termin bestimmt ist; entsprechend sind nach einer Termin- und Kapazitätsplanung Start- und Endtermin des Arbeitsganges und auch der zeitlich bestimmte Bedarf an Ressourcen für den konkreten Auftrag bekannt.
- Standardarbeitsgänge: sind ein bestimmter Arbeitsschritt, der mit einem konkreten technischen Verfahren ausgeführt wird, ohne Bezug zu einem Gesamtablauf oder Arbeitsplan und auftragsneutral ist.[4]
- auftragsneutrale Arbeitsgänge: sind ebenfalls ohne Bezug zu einem Auftrag, ohne Start- und Endtermin und deshalb ohne terminierten Kapazitätsbedarf. Sie gehören wie die Stücklisten zu den Stamm- oder Grunddaten der Produktionsplanung.

Die auftragsorientierten Arbeitsgänge sind die einzigen, mit einem Kundenauftrag zusammenhängenden Arbeitsvorgänge.

## Analyse der Arbeitsvorgänge
Zur Beschreibung eines Arbeitsvorganges gehören:
- die Identifikation der Tätigkeit,
- eine textliche Beschreibung der durchzuführenden Arbeit,
- der benötigte Arbeitsplatz oder die benötigte Gruppe gleichartiger Arbeitsplätze und mögliche Ausweicharbeitsplätze,
- zusätzlich benötigte Arbeitsmittel wie Zeichnungen, NC-Programme, Lehren, Werkzeuge und Vorrichtungen und
- die Zeiten für die Durchführung der Arbeit wie Rüstzeit, Bearbeitungszeit sowie Warte- und Transportzeiten.

Diese Kriterien werden als Sollvorgaben in einem Ablaufplan berücksichtigt und können zudem teilweise Bestandteil einer Stellenbeschreibung sein.

## Abgrenzung der Arbeitsvorgänge
Für die Arbeitsplanung spielen Beginn und Ende eines einheitlichen Arbeitsvorgangs eine große Rolle. Deshalb gibt es Abgrenzungskriterien, durch die Arbeitsvorgänge voneinander unterschieden werden können. Ein neuer Arbeitsvorgang liegt dann vor, wenn
- der Bearbeiter wechselt,
- das Arbeitsobjekt wechselt,
- das Arbeitsobjekt in mehrere Objekte zerlegt wird oder mehrere Arbeitsobjekte zu einem einzigen vereinigt werden,
- das Arbeitsmittel wechselt oder
- ein bestimmter Zustand des Arbeitsobjekts erreicht wird (z. B. ein Blatt ist vollgeschrieben).

Wechselnde Bearbeiter, Arbeitsobjekte oder Arbeitsmittel können somit die Ursache für einen neuen Arbeitsvorgang darstellen.

## Produktionsprozess
Im Produktionsprozess greifen verschiedene Arbeitsvorgänge unter Berücksichtigung der vorgegebenen Ablauffolge ineinander über. Die Ablauforganisation sorgt mit Ablaufplänen dafür, dass die verschiedenen, am Ablaufplan beteiligten Stellen eine nahtlos funktionierende Produktionskette bilden. Die Arbeitsplanung muss den Arbeitsablauf unter Berücksichtigung technischer oder organisatorischer Gegebenheiten in Ablaufabschnitte unterteilen und im Arbeitsplan dokumentieren. In der Produktion unterscheidet man Fertigungsarbeitsgänge (beispielsweise Drehen, Härten, Schleifen) und Montagearbeitsgänge (Vormontage, Baugruppenmontage, Endmontage).
Wird der geplante Arbeitsvorgang unerwartet unterbrochen oder gestört, liegt eine Betriebsstörung vor. Eine geeignete Ablaufplanung sorgt für reibungslose Arbeitsabläufe und beseitigt vorhandene Schwachstellen durch Schwachstellenanalysen.

## Tarifverträge
Für eine Bewertung im Tarifvertrag ist der Arbeitsvorgang entscheidend, da er die Tätigkeitsmerkmale aus einer Entgeltordnung auf konkrete Arbeitsplätze überträgt. Erfüllt ein Arbeitsvorgang die Tätigkeitsmerkmale einer Entgeltgruppe, ist der Arbeitsvorgang durch das Tätigkeitsmerkmal bewertet und für die Eingruppierung relevant. Zu prüfen ist bei der Einstellung oder Versetzung, ob mindestens 50 % der anfallenden Arbeitsvorgänge einem oder mehreren Tätigkeitsmerkmalen der Entgeltordnung entsprechen. Im Sinne des TVöD gehören zu einem Arbeitsvorgang „Arbeitsleistungen (einschließlich Zusammenhangsarbeiten), die, bezogen auf den Aufgabenkreis der Beschäftigten, zu einem bei natürlicher Betrachtung abgrenzbaren Arbeitsergebnis führen“.